# Нао Шиката
Нао Шиката (јап. 四方 菜穂; 5. новембар 1979) бивша је јапанска фудбалерка.

## Репрезентација
За репрезентацију Јапана дебитовала је 2001. године. За тај тим одиграла је 8 утакмица.

## Статистика
| Јапан  | Јапан | Јапан |
| Год.   | Ута.  | Гол.  |
| ------ | ----- | ----- |
| 2001   | 3     | 0     |
| 2002   | 0     | 0     |
| 2003   | 0     | 0     |
| 2004   | 1     | 0     |
| 2005   | 2     | 0     |
| 2006   | 2     | 0     |
| Укупно | 8     | 0     |